# 邹衍 (战国)
鄒衍（？—？）:84，又作騶衍，戰國時代中後期齊國陰陽家的學者，時人稱為「談天衍」:149。鄒衍本是個儒者，齊國稷下學宮成員，創立五德終始說與大地理說，指出朝代興替受五德轉移的支配，將王朝更替理論與宇宙論融合起來；又推想天地之間有大九州，中國只佔世界的八十一份之一。鄒衍聲望甚隆，大受當時諸侯禮遇。鄒衍也教人長生不死之術，齊燕方士都祖述其學說。鄒衍的政治學說影響了後來的秦朝，秦始皇採用水德，按照五行屬水的概念建立制度與儀式。在漢代，人們普遍質疑鄒衍的大地理說，近代則有學者讚揚鄒衍有科學精神。

## 生平
鄒衍是齊國人，學說上屬陰陽家，生活在戰國時代中後期:21，活動年代在公元前三世紀前半，是名望甚高的學者:138。鄒衍本是個儒者，目睹當時為政者腐敗墮落人倫敗壞，不按儒家經典行事，心中不忿，發願教化混亂的社會向善，提出儒家色彩甚為濃厚的政治思想。但當時君主都不重視儒術:122，鄒衍不為君主所用:303，於是創作一套關於變化終始的理論，著名起來:122。當時齊國稷下遊士雲集，學風興盛，鄒衍也到過稷下:33，是稷下學宮成員之一:368。燕昭王即位後招攬賢士，鄒衍於是從齊國前往燕國:33，大受燕昭王歡迎，要當他的門徒聽從教導，還為他建造宮殿。鄒衍遊訪各國都受禮遇:368，各國諸侯熱情歡迎:150。鄒衍善於辯論，曾在趙國與公孫龍辯論，反駁其「白馬非馬」論，結果公孫龍在辯論中敗北，為平原君斥責:320。鄒衍也研究曆法:38，運用占卜之術。燕國曾兵敗於趙國，事前鄒衍通過占卜預言趙國勝利，結果受燕國的指摘:510。鄒衍著書十多萬字:626，撰有《鄒子》49篇、《鄒子終始》56篇，並有《大聖》、《主運》等篇章:138，但都已經失佚:121。

## 思想
鄒衍學說的核心是五德終始說與大地理說:485。

### 五德終始說
鄒衍始創五德終始說，利用五行來說明自然世界的秩序，並視之為政治生活的典範，以五德來擬配王朝及方位:138、150，將王朝更替理論與宇宙論融合起來:127。鄒衍相信天上存在一定的規律，這種規律同樣適用於人間，建立網羅全宇宙的理論體系，試圖解釋宇宙的一切:123-124。五德是宇宙中金、木、水、火、土五種「氣」:306，天地開闢以來，對應天界的五德循環，人類社會的統治方式與禮制也有所變化，產生王朝更替:124:308。鄒衍創立五行相勝的系統:72，相信五行相剋:125：木剋土，金剋木，火剋金，水剋火，土剋水，循環至此又周而復始:261。他以五德轉移來解釋王朝更替:126，其說謂黃帝為土德，夏代為木德，商代為金德，周代為火德。夏禹之取代黃帝，乃「木剋土」所致；商湯之取代夏桀，則在於「金剋木」；周興而商亡，乃在於「火剋金」:36。每個「德」都有盛有衰，其興盛時支持一個朝代的建立，其衰微時所支持的那個朝代也就滅亡；另一個「德」就支持另一個王朝，起而代替:628。這是一種循環的命定論，有天人感應思想:140。
鄒衍指出，上天按照五德的轉移預告祥瑞，歷代王朝開創者都配合自己對應的那一「德」，採取新的統治方式，各王朝的統治模式應隨時代變化，不可固執:125-126。取火之木也要按季節相應地改變:150。五德終始說的目標是樹立新的政治體制:494，以五德轉移之說使王朝更替合理化:310，其意乃在批評周朝遺制:126，要建立新的社會政治秩序:308，鼓吹革命思想；周室既承火德而創立，「代火者必將水」，預言取代周代的新王朝快將來臨。戰國諸侯爭霸天下，都關心誰是新王朝始創人:126。王朝更替之前，上天會顯現變異與祥瑞；諸侯即使知道上天的預告，但若不做好準備迎接水德的到來，承運機會亦會白白錯失，帝王寶座應拱手讓人。鄒衍自視能辦別祥瑞，知道如何應對水德，因此受各國諸侯破格厚待:127。鄒衍自視思想貫通天人，批評儒家墨家思考範圍狹窄，只關注人類社會:123，而沒有思考廣闊的自然界:304。但其政治學說仍歸結於仁義、節儉之道與君臣上下的倫理:489。金谷治則認為，鄒衍否定儒家思想，視為無用之物:148。

### 大地理說
鄒衍相信，在天地的邊際有大瀛海圍繞，其中有以「裨海」相互隔開的大九州，這大九州的內部又各自分為九州，其中之一的赤縣神州就是中國世界:497。九州依方位分別是東面陽州、南面迎州、西面拾州、北面玄州、中央冀州、東北威州、東南神州（中國）、西南成州、西北柱州:58-59。赤縣神州位於世界的東南隅:319，中國的疆域只是整個世界的八十一份之一:142。大地理說為統治者提供了統一世界更為廣大的藍圖，預想了一個大帝國的未來藍圖:312、319。鄒衍並指出儒家《禹貢》九州之說的狹隘，對比出自己大地理說的優勢:316。鄒衍又認為天體向北傾斜，想像為「穹天」，這是後世「渾天說」的萌芽:143。

## 宗教
鄒衍教授人長生不死之術:54，一些燕國弟子如宋毋忌等，發展神仙之說:313。戰國末年，燕齊兩國的方士往往自稱傳授鄒衍之術。相傳鄒衍撰有《重道延命方》、《鄒生延命經》，流傳於漢晉之世:53-54。

## 傳說
方士傳說鄒衍能用笛子音律促使穀物繁殖生長:150，「鄒子吹律，暖氣至」:508。漢代傳說鄒衍「仰天而哭，五月天為之下霜」:152，因莫須有的罪名被收監，向天控訴，上天感應而降霜:506。

## 影響
鄒衍始創陰陽家，對陰陽五行說加以理論化系統化，使陰陽五行說為士人所接受:71、74。鄒衍五德終始說對秦漢時的政治理論影響很大:138，鄒衍死後弟子繼承其學說，影響了秦國政治:309。五行中秦始皇採用水德，乃出於鄒衍弟子的建議:140，按照五行屬水的概念建立制度與儀式:36。秦始皇積極對外征戰，據云也是受大地理說影響，意欲使領土擴大至大九州和大瀛海:311。鄒衍影響了《呂氏春秋》，其書採納了鄒衍朝代因應五行而興替之說:223，有濃厚的陰陽五行色彩:72，使鄒衍學說間接影響了後世。劉安《淮南子·時則訓》也吸納了鄒衍五行之說:224、242。董仲舒強調鄒衍五德循環之說:389，其「三統循環」的歷史哲學與五德終始說相似，三統配以黑、白、赤三色，雜揉了鄒衍與《呂氏春秋》的五德終始說:14、318。

## 評價
漢代司馬遷評論鄒衍的大地理說「閎大不經」，離奇怪誕而受人輕視:142。揚雄認為鄒衍有關天地自然的解說有虛妄之處，但其所言的倫理法則卻是重要的。王充指鄒衍的大地理說是無法證實的空論:305-306。胡適和顧頡剛把鄒衍視作儒家:151。馮友蘭認為鄒衍的學說「有一定的科學精神和唯物意義」:628。李約瑟讚揚鄒衍是「自然主義者」，中國科學思想的實際創立者:257、254。金谷治認為鄒衍是「自然哲學家」，積極探索大自然，富有實證精神與科學精神:149、145。